# しもじま
『しもじま』は、テレビ東京系列局ほかで放送されていたサクセス・プロデュース製作のトーク番組である。放送局のテレビ東京では1999年4月20日から2000年6月25日まで放送。

## 概要
峰竜太が司会とプロデューサーを兼任していた深夜番組である。峰はテレビカメラに映る部分においては「峰竜太」として出演していたが、プロデューサーとしては芸名を用いずに本名の「下嶋清志」名義で活動していた。オープニングでは峰が「こんばんは、下嶋清志です。」と挨拶をし、文字スーパーで「I am not RYUTA MINE.」と表示されていた。毛筆書きの番組タイトルロゴも、プロデューサー「下嶋清志」直筆のものである。番組は毎回、峰とその日のゲストによる本音トークを中心に展開していた。ゲストが峰の質問に正直に答えると宮澤ゆうななどの女性コンパニオンがゲストの目の前で脱衣した。その際には裸体にモザイク処理を施して視聴者には見えないようになっていた。

## 出演者

### 司会
- 峰竜太 - プロデューサーも兼任。
- 緒川英里

### ご褒美ガール
- 宮澤ゆうな　ほか（男性ゲストへのヌードの披露）

### アシスタント
- 田村りおん
- 橋本愛
- 女性コンパニオン26人

### ゲスト（出演順）
- 田代まさし
- 大竹まこと
- 松村邦洋
- トミーズ雅
- そのまんま東
- 中島史恵
- デーブ大久保
- 上島竜兵
- Br.トム
- 梨元勝
- 橋本真也
- 林家ぺー、林家パー子（後半はペーのみ）
- つぶやきシロー
- 桜金造
- 川合俊一
- 柴田理恵
- 川崎麻世
- 吉村明宏
- 森末慎二
- 嶋大輔
- ダンカン
- パンチ佐藤
- 佐藤正宏
- 浅草キッド
- 角盈男
- モト冬樹
- 高田純次
- 梨花
- 桑野信義
- 石原良純
- 山田邦子
- 下嶋みどり（特別出演）※峰の妻
- Dr.コパ
- 伊集院光
- 松崎しげる
- ガダルカナル・タカ
- デーブ・スペクター
- 八塩圭子（当時TXアナウンサー）
- 出川哲朗
- 山田五郎
- 野々村真
- 立河宜子
- セイン・カミュ
- クラッシュギャルズ
- よゐこ
- バカルディ
- 松本伊代
- 渡辺美奈代
- 柴田理恵
- 梅垣義明
- 磯野貴理子
- 羽賀研二

## スタッフ
- 企画：下嶋清志（峰竜太）
- 制作：サクセス・プロデュース
- プロデューサー：本間敦
- ディレクター：三谷良通
- 編集：劉宗隆、岡村正信
- 音効：小堀博孝

## エンディングテーマ
- イマジネーション（ビー・ストリーツ）

## 放送局
| 放送対象地域   | 放送局         | 系列           | 放送日時 | 備考   |
| -------------- | -------------- | -------------- | --- | ------ |
| 関東広域圏     | テレビ東京     | テレビ東京系列 | 火曜 26:55 - 27:25 （1999年4月20日 - 1999年6月29日） 水曜 25:45 - 26:15 （1999年7月7日 - 1999年9月29日） 日曜 25:15 - 25:45 （1999年10月3日 - 2000年6月25日） | 製作局 |
| 北海道         | テレビ北海道   | テレビ東京系列 | 土曜 24:30 - 25:00 |        |
| 大阪府         | テレビ大阪     | テレビ東京系列 | 木曜 24:50 - 25:20 |        |
| 岡山県・香川県 | テレビせとうち | テレビ東京系列 | 土曜 25:55 - 26:25 |        |
| 熊本県         | テレビ熊本     | フジテレビ系列 | 日曜 24:45 - 25:15 |        |
| 岐阜県         | 岐阜放送       | 独立UHF局      | 水曜 26:05 - 26:35 |        |